# 4e étape du Tour d'Italie 2023
Pour un article plus général, voir Tour d'Italie 2023.
La 4e étape du Tour d'Italie 2023 se déroule le mardi 9 mai 2023 de Venosa dans le Basilicate au Lago di Laceno dans la région de Campanie, sur une distance de 175 km.

## Parcours
La quatrième étape disputée à travers le sud des Apennins est la première étape montagneuse du Giro 2023. Elle est ponctuée par trois cols de 2e catégorie : le Passo delle Crocelle franchi après 64 km de course, le Valico di Monte Carruozzo après 110 km puis, en fin d'étape, le Colle Molella, un col d'une dizaine de kilomètres qui se caractérise par une section finale très difficile d’environ 3 km à 10 % avec des tronçons autour de 12 %. Ce troisième col de la journée se situe à seulement trois kilomètres de la ligne d'arrivée tracée sur un plateau à proximité du lac de Laceno.
Cette étape de moyenne montagne avec une arrivée pour ainsi dire au sommet pourrait peut-être déjà constituer un premier test pour jauger les forces des différents prétendants à la victoire finale.

## Déroulement de la course
Il faut attendre la moitié de l'étape disputée sous la pluie pour que l'échappée du jour se concrétise. Elle est composée de sept coureurs : les Français Warren Barguil (Arkéa-Samsic) et Aurélien Paret-Peintre (AG2R Citroën), les Italiens Nicola Conci (Alpecin Deceuninck) et Vincenzo Albanese (Eolo Kometa), le Norvégien Andreas Leknessund (DSM), l'Érythréen Amanuel Ghebreigzabhier et le Letton Toms Skujiņš (Trek Segafredo). L'échappée creuse rapidement un écart important avec le peloton qui ne réagit pas dans un premier temps. Au sommet de la deuxième ascension du jour, le Valico di Monte Carruozzo (65 km de l'arrivée) où Ghebreigzabhier passe en tête, l'avance des sept fuyards sur le peloton avoisine les quatre minutes puis frôle les six minutes à une quarantaine de kilomètres de l'arrivée. Au moment d'aborder la dernière difficulté de l'étape, le Colle Molella (pied à 13 km de l'arrivée), les sept hommes de tête ont encore un avantage de 4 min 40 s. sur le peloton. Au franchissement de ce dernier col (3 km de l'arrivée), Leknessund et Paret-Peintre ont lâché leurs compagnons et passent en tête. Aurélien Paret-Peintre s'impose tandis que Andreas Leknessund s'empare du maillot rose. Le peloton des favoris au classement général encore composé de 25 hommes pointe à un peu plus de deux minutes du vainqueur.

## Résultats

### Classement de l'étape
| \| Classement de l'étape \| Classement de l'étape \| Classement de l'étape \| Classement de l'étape \| Classement de l'étape \| \| Coureur \| Coureur \| Pays \| Équipe \| Temps \| \| --------------------- \| ----------------------- \| --------------------- \| --------------------- \| --------------------- \| \| 1er \| Aurélien Paret-Peintre \| France \| AG2R Citroën Team \| 4 h 16 min 04 s \| \| 2e \| Andreas Leknessund \| Norvège \| Team DSM \| + 2 s \| \| 3e \| Toms Skujiņš \| Lettonie \| Trek-Segafredo \| + 57 s \| \| 4e \| Vincenzo Albanese \| Italie \| Eolo-Kometa \| + 57 s \| \| 5e \| Nicola Conci \| Italie \| Alpecin-Deceuninck \| + 1 min 02 s \| \| 6e \| Amanuel Ghebreigzabhier \| Érythrée \| Trek-Segafredo \| + 1 min 07 s \| \| 7e \| Koen Bouwman \| Pays-Bas \| Jumbo-Visma \| + 2 min 01 s \| \| 8e \| Damiano Caruso \| Italie \| Bahrain Victorious \| + 2 min 01 s \| \| 9e \| Eddie Dunbar \| Irlande \| Team Jayco AlUla \| + 2 min 01 s \| \| 10e \| Aleksandr Vlasov \| Bannière neutre \| Bora-Hansgrohe \| + 2 min 01 s \| |                         |                 |                    |                 |
| |                         |                 |                    |                 |
| Source : ProCyclingStats |                         |                 |                    |                 |
| Classement de l'étape |                         |                 |                    |                 |
| Coureur | Coureur                 | Pays            | Équipe             | Temps           |
| 1er | Aurélien Paret-Peintre  | France          | AG2R Citroën Team  | 4 h 16 min 04 s |
| 2e | Andreas Leknessund      | Norvège         | Team DSM           | + 2 s           |
| 3e | Toms Skujiņš            | Lettonie        | Trek-Segafredo     | + 57 s          |
| 4e | Vincenzo Albanese       | Italie          | Eolo-Kometa        | + 57 s          |
| 5e | Nicola Conci            | Italie          | Alpecin-Deceuninck | + 1 min 02 s    |
| 6e | Amanuel Ghebreigzabhier | Érythrée        | Trek-Segafredo     | + 1 min 07 s    |
| 7e | Koen Bouwman            | Pays-Bas        | Jumbo-Visma        | + 2 min 01 s    |
| 8e | Damiano Caruso          | Italie          | Bahrain Victorious | + 2 min 01 s    |
| 9e | Eddie Dunbar            | Irlande         | Team Jayco AlUla   | + 2 min 01 s    |
| 10e | Aleksandr Vlasov        | Bannière neutre | Bora-Hansgrohe     | + 2 min 01 s    |

### Points attribués pour le classement par points
| Sprint intermédiaire Muro Lucano (km 95,9) | Sprint intermédiaire Muro Lucano (km 95,9) | Sprint intermédiaire Muro Lucano (km 95,9) | Sprint intermédiaire Muro Lucano (km 95,9) | Sprint intermédiaire Muro Lucano (km 95,9) |
| ------------------------------------------ | ------------------------------------------ | ------------------------------------------ | ------------------------------------------ | ------------------------------------------ |
|                                            | Coureur                                    | Pays                                       | Équipe                                     | Point(s)                                   |
| 1er                                        | Vincenzo Albanese                          | Italie                                     | Eolo-Kometa                                | 12                                         |
| 2e                                         | Aurélien Paret-Peintre                     | France                                     | AG2R Citroën                               | 8                                          |
| 3e                                         | Warren Barguil                             | France                                     | Arkéa-Samsic                               | 6                                          |
| 4e                                         | Amanuel Ghebreigzabhier                    | Érythrée                                   | Trek-Segafredo                             | 5                                          |
| 5e                                         | Andreas Leknessund                         | Norvège                                    | Team DSM                                   | 4                                          |
| 6e                                         | Nicola Conci                               | Italie                                     | Alpecin-Deceuninck                         | 3                                          |
| 7e                                         | Toms Skujiņš                               | Lettonie                                   | Trek-Segafredo                             | 2                                          |
| 8e                                         | Bruno Armirail                             | France                                     | Groupama-FDJ                               | 1                                          |
| modifier                                   |                                            |                                            |                                            |                                            |

| Arrivée d'étape Lago di Laceno (km 175) | Arrivée d'étape Lago di Laceno (km 175) | Arrivée d'étape Lago di Laceno (km 175) | Arrivée d'étape Lago di Laceno (km 175) | Arrivée d'étape Lago di Laceno (km 175) |
| --------------------------------------- | --------------------------------------- | --------------------------------------- | --------------------------------------- | --------------------------------------- |
|                                         | Coureur                                 | Pays                                    | Équipe                                  | Point(s)                                |
| 1er                                     | Aurélien Paret-Peintre                  | France                                  | AG2R Citroën                            | 25                                      |
| 2e                                      | Andreas Leknessund                      | Norvège                                 | Team DSM                                | 18                                      |
| 3e                                      | Toms Skujiņš                            | Lettonie                                | Trek-Segafredo                          | 12                                      |
| 4e                                      | Vincenzo Albanese                       | Italie                                  | Eolo-Kometa                             | 8                                       |
| 5e                                      | Nicola Conci                            | Italie                                  | Alpecin-Deceuninck                      | 6                                       |
| 6e                                      | Amanuel Ghebreigzabhier                 | Érythrée                                | Trek-Segafredo                          | 5                                       |
| 7e                                      | Koen Bouwman                            | Pays-Bas                                | Jumbo-Visma                             | 4                                       |
| 8e                                      | Damiano Caruso                          | Italie                                  | Bahrain Victorious                      | 3                                       |
| 9e                                      | Eddie Dunbar                            | Irlande                                 | Jayco AlUla                             | 2                                       |
| 10e                                     | Aleksandr Vlasov                        | Russie                                  | Bora-Hansgrohe                          | 1                                       |
| modifier                                |                                         |                                         |                                         |                                         |

### Points attribués pour le classement du meilleur grimpeur
| Passo delle Crocelle (km 64,2) 2e catégorie (13,5 km à 4,3%) | Passo delle Crocelle (km 64,2) 2e catégorie (13,5 km à 4,3%) | Passo delle Crocelle (km 64,2) 2e catégorie (13,5 km à 4,3%) | Passo delle Crocelle (km 64,2) 2e catégorie (13,5 km à 4,3%) | Passo delle Crocelle (km 64,2) 2e catégorie (13,5 km à 4,3%) |
| ------------------------------------------------------------ | ------------------------------------------------------------ | ------------------------------------------------------------ | ------------------------------------------------------------ | ------------------------------------------------------------ |
|                                                              | Coureur                                                      | Pays                                                         | Équipe                                                       | Point(s)                                                     |
| 1er                                                          | Thibaut Pinot                                                | France                                                       | Groupama-FDJ                                                 | 18                                                           |
| 2e                                                           | Santiago Buitrago                                            | Colombie                                                     | Bahrain Victorious                                           | 8                                                            |
| 3e                                                           | Amanuel Ghebreigzabhier                                      | Érythrée                                                     | Trek-Segafredo                                               | 6                                                            |
| 4e                                                           | Sepp Kuss                                                    | États-Unis                                                   | Jumbo-Visma                                                  | 4                                                            |
| 5e                                                           | Andreas Leknessund                                           | Norvège                                                      | Team DSM                                                     | 2                                                            |
| 6e                                                           | Marco Frigo                                                  | Italie                                                       | Israel-Premier Tech                                          | 1                                                            |
| modifier                                                     |                                                              |                                                              |                                                              |                                                              |

| Valico di Monte Carruozzo (km 110,2) 4e catégorie (8,8 km à 4,9%) | Valico di Monte Carruozzo (km 110,2) 4e catégorie (8,8 km à 4,9%) | Valico di Monte Carruozzo (km 110,2) 4e catégorie (8,8 km à 4,9%) | Valico di Monte Carruozzo (km 110,2) 4e catégorie (8,8 km à 4,9%) | Valico di Monte Carruozzo (km 110,2) 4e catégorie (8,8 km à 4,9%) |
| ----------------------------------------------------------------- | ----------------------------------------------------------------- | ----------------------------------------------------------------- | ----------------------------------------------------------------- | ----------------------------------------------------------------- |
|                                                                   | Coureur                                                           | Pays                                                              | Équipe                                                            | Point(s)                                                          |
| 1er                                                               | Amanuel Ghebreigzabhier                                           | Érythrée                                                          | Trek-Segafredo                                                    | 18                                                                |
| 2e                                                                | Warren Barguil                                                    | France                                                            | Arkéa-Samsic                                                      | 8                                                                 |
| 3e                                                                | Toms Skujiņš                                                      | Lettonie                                                          | Trek-Segafredo                                                    | 6                                                                 |
| 4e                                                                | Aurélien Paret-Peintre                                            | France                                                            | AG2R Citroën                                                      | 4                                                                 |
| 5e                                                                | Vincenzo Albanese                                                 | Italie                                                            | Eolo-Kometa                                                       | 2                                                                 |
| 6e                                                                | Nicola Conci                                                      | Italie                                                            | Alpecin-Deceuninck                                                | 1                                                                 |
| modifier                                                          |                                                                   |                                                                   |                                                                   |                                                                   |

| \| Colle Molella (km 172) 4e catégorie (9,7 km à 6,2%) \| Colle Molella (km 172) 4e catégorie (9,7 km à 6,2%) \| Colle Molella (km 172) 4e catégorie (9,7 km à 6,2%) \| Colle Molella (km 172) 4e catégorie (9,7 km à 6,2%) \| Colle Molella (km 172) 4e catégorie (9,7 km à 6,2%) \| \| --------------------------------------------------- \| --------------------------------------------------- \| --------------------------------------------------- \| --------------------------------------------------- \| --------------------------------------------------- \| \| \| Coureur \| Pays \| Équipe \| Point(s) \| \| 1er \| Aurélien Paret-Peintre \| France \| AG2R Citroën \| 18 \| \| 2e \| Andreas Leknessund \| Norvège \| Team DSM \| 8 \| \| 3e \| Vincenzo Albanese \| Italie \| Eolo-Kometa \| 6 \| \| 4e \| Toms Skujiņš \| Lettonie \| Trek-Segafredo \| 4 \| \| 5e \| Amanuel Ghebreigzabhier \| Érythrée \| Trek-Segafredo \| 2 \| \| 6e \| Nicola Conci \| Italie \| Alpecin-Deceuninck \| 1 \| \| modifier \| \| \| \| \| |                         |          |                    |          |
| Colle Molella (km 172) 4e catégorie (9,7 km à 6,2%) |                         |          |                    |          |
| | Coureur                 | Pays     | Équipe             | Point(s) |
| 1er | Aurélien Paret-Peintre  | France   | AG2R Citroën       | 18       |
| 2e | Andreas Leknessund      | Norvège  | Team DSM           | 8        |
| 3e | Vincenzo Albanese       | Italie   | Eolo-Kometa        | 6        |
| 4e | Toms Skujiņš            | Lettonie | Trek-Segafredo     | 4        |
| 5e | Amanuel Ghebreigzabhier | Érythrée | Trek-Segafredo     | 2        |
| 6e | Nicola Conci            | Italie   | Alpecin-Deceuninck | 1        |
| modifier |                         |          |                    |          |

### Points attribués pour le classement des sprints intermédiaires
| Sprint intermédiaire Muro Lucano (km 95,9) | Sprint intermédiaire Muro Lucano (km 95,9) | Sprint intermédiaire Muro Lucano (km 95,9) | Sprint intermédiaire Muro Lucano (km 95,9) | Sprint intermédiaire Muro Lucano (km 95,9) |
| ------------------------------------------ | ------------------------------------------ | ------------------------------------------ | ------------------------------------------ | ------------------------------------------ |
|                                            | Coureur                                    | Pays                                       | Équipe                                     | Point(s)                                   |
| 1er                                        | Vincenzo Albanese                          | Italie                                     | Eolo-Kometa                                | 10                                         |
| 2e                                         | Aurélien Paret-Peintre                     | France                                     | AG2R Citroën                               | 6                                          |
| 3e                                         | Warren Barguil                             | France                                     | Arkéa-Samsic                               | 3                                          |
| 4e                                         | Amanuel Ghebreigzabhier                    | Érythrée                                   | Trek-Segafredo                             | 2                                          |
| 5e                                         | Andreas Leknessund                         | Norvège                                    | Team DSM                                   | 1                                          |
| modifier                                   |                                            |                                            |                                            |                                            |

| Sprint intermédiaire Montella (km 159,2) | Sprint intermédiaire Montella (km 159,2) | Sprint intermédiaire Montella (km 159,2) | Sprint intermédiaire Montella (km 159,2) | Sprint intermédiaire Montella (km 159,2) |
| ---------------------------------------- | ---------------------------------------- | ---------------------------------------- | ---------------------------------------- | ---------------------------------------- |
|                                          | Coureur                                  | Pays                                     | Équipe                                   | Point(s)                                 |
| 1er                                      | Andreas Leknessund                       | Norvège                                  | Team DSM                                 | 10                                       |
| 2e                                       | Vincenzo Albanese                        | Italie                                   | Eolo-Kometa                              | 6                                        |
| 3e                                       | Toms Skujiņš                             | Lettonie                                 | Trek-Segafredo                           | 3                                        |
| 4e                                       | Warren Barguil                           | France                                   | Arkéa-Samsic                             | 2                                        |
| 5e                                       | Aurélien Paret-Peintre                   | France                                   | AG2R Citroën                             | 1                                        |
| modifier                                 |                                          |                                          |                                          |                                          |

### Bonifications
|   | Coureur            | Pays     | Équipe         | Secondes |
| - | ------------------ | -------- | -------------- | -------- |
| 1 | Andreas Leknessund | Norvège  | Team DSM       | 3 s      |
| 2 | Vincenzo Albanese  | Italie   | Eolo-Kometa    | 2 s      |
| 3 | Toms Skujiņš       | Lettonie | Trek-Segafredo | 1 s      |

|   | Coureur                | Pays     | Équipe         | Secondes |
| - | ---------------------- | -------- | -------------- | -------- |
| 1 | Aurélien Paret-Peintre | France   | AG2R Citroën   | 10 s     |
| 2 | Andreas Leknessund     | Norvège  | Team DSM       | 6 s      |
| 3 | Toms Skujiņš           | Lettonie | Trek-Segafredo | 4 s      |

## Classements à l'issue de l'étape

### Classement général
| \| Classement général \| Classement général \| Classement général \| Classement général \| Classement général \| \| Coureur \| Coureur \| Pays \| Équipe \| Temps \| \| ------------------ \| ---------------------- \| ------------------ \| ------------------ \| ------------------ \| \| 1er \| Andreas Leknessund \| Norvège \| Team DSM \| 14 h 35 min 44 s \| \| 2e \| Remco Evenepoel \| Belgique \| Soudal Quick-Step \| + 28 s \| \| 3e \| Aurélien Paret-Peintre \| France \| AG2R Citroën Team \| + 30 s \| \| 4e \| João Almeida \| Portugal \| UAE Team Emirates \| + 1 min 00 s \| \| 5e \| Primož Roglič \| Slovénie \| Jumbo-Visma \| + 1 min 12 s \| \| 6e \| Geraint Thomas \| Royaume-Uni \| Ineos Grenadiers \| + 1 min 26 s \| \| 7e \| Aleksandr Vlasov \| Bannière neutre \| Bora-Hansgrohe \| + 1 min 26 s \| \| 8e \| Toms Skujiņš \| Lettonie \| Trek-Segafredo \| + 1 min 29 s \| \| 9e \| Tao Geoghegan Hart \| Royaume-Uni \| Ineos Grenadiers \| + 1 min 30 s \| \| 10e \| Jay Vine \| Australie \| UAE Team Emirates \| + 1 min 36 s \| |                        |                 |                   |                  |
| |                        |                 |                   |                  |
| Source : ProCyclingStats |                        |                 |                   |                  |
| Classement général |                        |                 |                   |                  |
| Coureur | Coureur                | Pays            | Équipe            | Temps            |
| 1er | Andreas Leknessund     | Norvège         | Team DSM          | 14 h 35 min 44 s |
| 2e | Remco Evenepoel        | Belgique        | Soudal Quick-Step | + 28 s           |
| 3e | Aurélien Paret-Peintre | France          | AG2R Citroën Team | + 30 s           |
| 4e | João Almeida           | Portugal        | UAE Team Emirates | + 1 min 00 s     |
| 5e | Primož Roglič          | Slovénie        | Jumbo-Visma       | + 1 min 12 s     |
| 6e | Geraint Thomas         | Royaume-Uni     | Ineos Grenadiers  | + 1 min 26 s     |
| 7e | Aleksandr Vlasov       | Bannière neutre | Bora-Hansgrohe    | + 1 min 26 s     |
| 8e | Toms Skujiņš           | Lettonie        | Trek-Segafredo    | + 1 min 29 s     |
| 9e | Tao Geoghegan Hart     | Royaume-Uni     | Ineos Grenadiers  | + 1 min 30 s     |
| 10e | Jay Vine               | Australie       | UAE Team Emirates | + 1 min 36 s     |

| Classement par points | Classement par points  | Classement par points | Classement par points    | Classement par points |
| Coureur               | Coureur                | Pays                  | Équipe                   | Points                |
| --------------------- | ---------------------- | --------------------- | ------------------------ | --------------------- |
| 1er                   | Jonathan Milan         | Italie                | Bahrain Victorious       | 53 pts                |
| 2e                    | Kaden Groves           | Australie             | Alpecin-Deceuninck       | 39 pts                |
| 3e                    | Michael Matthews       | Australie             | Team Jayco AlUla         | 38 pts                |
| 4e                    | David Dekker           | Pays-Bas              | Arkéa-Samsic             | 35 pts                |
| 5e                    | Aurélien Paret-Peintre | France                | AG2R Citroën Team        | 33 pts                |
| 6e                    | Vincenzo Albanese      | Italie                | Eolo-Kometa              | 28 pts                |
| 7e                    | Mads Pedersen          | Danemark              | Trek-Segafredo           | 26 pts                |
| 8e                    | Arne Marit             | Belgique              | Intermarché-Circus-Wanty | 23 pts                |
| 9e                    | Andreas Leknessund     | Norvège               | Team DSM                 | 22 pts                |
| 10e                   | Toms Skujiņš           | Lettonie              | Trek-Segafredo           | 16 pts                |

| Classement par points | Classement par points  | Classement par points | Classement par points    | Classement par points |
| Coureur               | Coureur                | Pays                  | Équipe                   | Points                |
| --------------------- | ---------------------- | --------------------- | ------------------------ | --------------------- |
| 1er                   | Jonathan Milan         | Italie                | Bahrain Victorious       | 53 pts                |
| 2e                    | Kaden Groves           | Australie             | Alpecin-Deceuninck       | 39 pts                |
| 3e                    | Michael Matthews       | Australie             | Team Jayco AlUla         | 38 pts                |
| 4e                    | David Dekker           | Pays-Bas              | Arkéa-Samsic             | 35 pts                |
| 5e                    | Aurélien Paret-Peintre | France                | AG2R Citroën Team        | 33 pts                |
| 6e                    | Vincenzo Albanese      | Italie                | Eolo-Kometa              | 28 pts                |
| 7e                    | Mads Pedersen          | Danemark              | Trek-Segafredo           | 26 pts                |
| 8e                    | Arne Marit             | Belgique              | Intermarché-Circus-Wanty | 23 pts                |
| 9e                    | Andreas Leknessund     | Norvège               | Team DSM                 | 22 pts                |
| 10e                   | Toms Skujiņš           | Lettonie              | Trek-Segafredo           | 16 pts                |

| Classement de la montagne | Classement de la montagne | Classement de la montagne | Classement de la montagne | Classement de la montagne |
| Coureur                   | Coureur                   | Pays                      | Équipe                    | Points                    |
| ------------------------- | ------------------------- | ------------------------- | ------------------------- | ------------------------- |
| 1er                       | Thibaut Pinot             | France                    | Groupama-FDJ              | 30 pts                    |
| 2e                        | Amanuel Ghebreigzabhier   | Érythrée                  | Trek-Segafredo            | 26 pts                    |
| 3e                        | Aurélien Paret-Peintre    | France                    | AG2R Citroën Team         | 22 pts                    |
| 4e                        | Santiago Buitrago         | Colombie                  | Bahrain Victorious        | 12 pts                    |
| 5e                        | Andreas Leknessund        | Norvège                   | Team DSM                  | 10 pts                    |
| 6e                        | Toms Skujiņš              | Lettonie                  | Trek-Segafredo            | 10 pts                    |
| 7e                        | Vincenzo Albanese         | Italie                    | Eolo-Kometa               | 8 pts                     |
| 8e                        | Warren Barguil            | France                    | Arkéa-Samsic              | 8 pts                     |
| 9e                        | Sepp Kuss                 | États-Unis                | Jumbo-Visma               | 4 pts                     |
| 10e                       | Thomas Champion           | France                    | Cofidis                   | 4 pts                     |

| Classement de la montagne | Classement de la montagne | Classement de la montagne | Classement de la montagne | Classement de la montagne |
| Coureur                   | Coureur                   | Pays                      | Équipe                    | Points                    |
| ------------------------- | ------------------------- | ------------------------- | ------------------------- | ------------------------- |
| 1er                       | Thibaut Pinot             | France                    | Groupama-FDJ              | 30 pts                    |
| 2e                        | Amanuel Ghebreigzabhier   | Érythrée                  | Trek-Segafredo            | 26 pts                    |
| 3e                        | Aurélien Paret-Peintre    | France                    | AG2R Citroën Team         | 22 pts                    |
| 4e                        | Santiago Buitrago         | Colombie                  | Bahrain Victorious        | 12 pts                    |
| 5e                        | Andreas Leknessund        | Norvège                   | Team DSM                  | 10 pts                    |
| 6e                        | Toms Skujiņš              | Lettonie                  | Trek-Segafredo            | 10 pts                    |
| 7e                        | Vincenzo Albanese         | Italie                    | Eolo-Kometa               | 8 pts                     |
| 8e                        | Warren Barguil            | France                    | Arkéa-Samsic              | 8 pts                     |
| 9e                        | Sepp Kuss                 | États-Unis                | Jumbo-Visma               | 4 pts                     |
| 10e                       | Thomas Champion           | France                    | Cofidis                   | 4 pts                     |

| Classement du meilleur jeune | Classement du meilleur jeune | Classement du meilleur jeune | Classement du meilleur jeune | Classement du meilleur jeune |
| Coureur                      | Coureur                      | Pays                         | Équipe                       | Temps                        |
| ---------------------------- | ---------------------------- | ---------------------------- | ---------------------------- | ---------------------------- |
| 1er                          | Andreas Leknessund           | Norvège                      | Team DSM                     | 14 h 35 min 44 s             |
| 2e                           | Remco Evenepoel              | Belgique                     | Soudal Quick-Step            | + 28 s                       |
| 3e                           | João Almeida                 | Portugal                     | UAE Team Emirates            | + 1 min 00 s                 |
| 4e                           | Thymen Arensman              | Pays-Bas                     | Ineos Grenadiers             | + 2 min 33 s                 |
| 5e                           | Santiago Buitrago            | Colombie                     | Bahrain Victorious           | + 2 min 52 s                 |
| 6e                           | Einer Rubio                  | Colombie                     | Movistar Team                | + 3 min 35 s                 |
| 7e                           | Matthew Riccitello           | États-Unis                   | Israel-Premier Tech          | + 3 min 47 s                 |
| 8e                           | Laurens Huys                 | Belgique                     | Intermarché-Circus-Wanty     | + 4 min 59 s                 |
| 9e                           | Alexander Cepeda             | Équateur                     | EF Education-EasyPost        | + 5 min 16 s                 |
| 10e                          | Ilan Van Wilder              | Belgique                     | Soudal Quick-Step            | + 6 min 47 s                 |

| Classement du meilleur jeune | Classement du meilleur jeune | Classement du meilleur jeune | Classement du meilleur jeune | Classement du meilleur jeune |
| Coureur                      | Coureur                      | Pays                         | Équipe                       | Temps                        |
| ---------------------------- | ---------------------------- | ---------------------------- | ---------------------------- | ---------------------------- |
| 1er                          | Andreas Leknessund           | Norvège                      | Team DSM                     | 14 h 35 min 44 s             |
| 2e                           | Remco Evenepoel              | Belgique                     | Soudal Quick-Step            | + 28 s                       |
| 3e                           | João Almeida                 | Portugal                     | UAE Team Emirates            | + 1 min 00 s                 |
| 4e                           | Thymen Arensman              | Pays-Bas                     | Ineos Grenadiers             | + 2 min 33 s                 |
| 5e                           | Santiago Buitrago            | Colombie                     | Bahrain Victorious           | + 2 min 52 s                 |
| 6e                           | Einer Rubio                  | Colombie                     | Movistar Team                | + 3 min 35 s                 |
| 7e                           | Matthew Riccitello           | États-Unis                   | Israel-Premier Tech          | + 3 min 47 s                 |
| 8e                           | Laurens Huys                 | Belgique                     | Intermarché-Circus-Wanty     | + 4 min 59 s                 |
| 9e                           | Alexander Cepeda             | Équateur                     | EF Education-EasyPost        | + 5 min 16 s                 |
| 10e                          | Ilan Van Wilder              | Belgique                     | Soudal Quick-Step            | + 6 min 47 s                 |

| Classement par équipes | Classement par équipes | Classement par équipes | Classement par équipes |
| Équipe                 | Équipe                 | Pays                   | Temps                  |
| ---------------------- | ---------------------- | ---------------------- | ---------------------- |
| 1re                    | Ineos Grenadiers       | Royaume-Uni            | 43 h 51 min 01 s       |
| 2e                     | Jumbo-Visma            | Pays-Bas               | + 1 min 49 s           |
| 3e                     | Bahrain Victorious     | Bahreïn                | + 2 min 15 s           |
| 4e                     | Bora-Hansgrohe         | Allemagne              | + 3 min 22 s           |
| 5e                     | UAE Team Emirates      | Émirats arabes unis    | + 3 min 23 s           |
| 6e                     | Trek-Segafredo         | États-Unis             | + 4 min 15 s           |
| 7e                     | EF Education-EasyPost  | États-Unis             | + 4 min 55 s           |
| 8e                     | Soudal Quick-Step      | Belgique               | + 7 min 01 s           |
| 9e                     | Israel-Premier Tech    | Israël                 | + 11 min 38 s          |
| 10e                    | Groupama-FDJ           | France                 | + 12 min 00 s          |

| Classement par équipes | Classement par équipes | Classement par équipes | Classement par équipes |
| Équipe                 | Équipe                 | Pays                   | Temps                  |
| ---------------------- | ---------------------- | ---------------------- | ---------------------- |
| 1re                    | Ineos Grenadiers       | Royaume-Uni            | 43 h 51 min 01 s       |
| 2e                     | Jumbo-Visma            | Pays-Bas               | + 1 min 49 s           |
| 3e                     | Bahrain Victorious     | Bahreïn                | + 2 min 15 s           |
| 4e                     | Bora-Hansgrohe         | Allemagne              | + 3 min 22 s           |
| 5e                     | UAE Team Emirates      | Émirats arabes unis    | + 3 min 23 s           |
| 6e                     | Trek-Segafredo         | États-Unis             | + 4 min 15 s           |
| 7e                     | EF Education-EasyPost  | États-Unis             | + 4 min 55 s           |
| 8e                     | Soudal Quick-Step      | Belgique               | + 7 min 01 s           |
| 9e                     | Israel-Premier Tech    | Israël                 | + 11 min 38 s          |
| 10e                    | Groupama-FDJ           | France                 | + 12 min 00 s          |

## Abandons
- Paul Lapeira (AG2R Citroën) : abandon (malade)[1]